# Lars Bak (Radsportler)
Lars Ytting Bak (* 16. Januar 1980 in Silkeborg) ist ein ehemaliger dänischer Radrennfahrer und Sportlicher Leiter von Radsportteams.

## Radsportlaufbahn
Bak begann seine internationale Karriere  beim dänischen Radsportteam EDS-Fakta. Seinen ersten internationalen Eliteerfolg feierte er 2004 als Mitglied des niederländischen Teams Bankgiroloterij mit einem Etappensieg bei der Luxemburg-Rundfahrt. Im Jahr 2005 wechselte er zum Team CSC und hatte sein bis dahin erfolgreichstes Jahr, in dem er neben einer Etappe bei der Mittelmeer-Rundfahrt sowie  einer Etappe und der Gesamtwertung der Tour de l’Avenir auch das Eintagesrennen Paris–Bourges gewann.
Seine bedeutendsten Siege gelangen Bak im Jahr 2012, als er beim Giro d’Italia als Solist in Sestri Levante eine Etappe gewann und den Halbklassiker Grand Prix de Fourmies für sich entschied. Nach Ablauf der Saison 2019 beendete Bak seine Karriere als Aktiver. In seinem letzten Rennen, dem Klassiker Paris-Tours, wurde er Siebter. Nach seiner Karriere als Aktiver wurde Bak Sportlicher Leiter seiner letzten Mannschaft, dem NTT Pro Cycling, vormals Dimension Data.
Bak galt als einer der besten Domestiken im Straßenradsport. Bak startete bei insgesamt 20 Grand Tours. Seine beste Platzierung war Rang 21 bei der Vuelta a España 2006. Viermal wurde Bak dänischer Meister, dreimal im Einzelzeitfahren und einmal im Straßenrennen.

## Ehrungen
Im Dezember 2011 wurde Lars Bak zum dänischen „Radsportler des Jahres“ gewählt.

## Erfolge
2004
- eine Etappe Luxemburg-Rundfahrt

2005
- eine Etappe Mittelmeer-Rundfahrt
- Dänischer Meister – Straßenrennen
- Gesamtwertung und eine Etappe Tour de l’Avenir
- Paris–Bourges

2007
- Dänischer Meister – Einzelzeitfahren
- eine Etappe Tour de la Région Wallonne

2008
- Dänischer Meister – Einzelzeitfahren
- Mannschaftszeitfahren Polen-Rundfahrt

2009
- Dänischer Meister – Einzelzeitfahren
- eine Etappe Eneco Tour

2011
- Mannschaftszeitfahren Giro d’Italia

2012
- eine Etappe Giro d’Italia
- Grand Prix de Fourmies

## Grand-Tour-Platzierungen
| Grand Tour            | 2003 | 2004 | 2005 | 2006 | 2007 | 2008 | 2009 | 2010 | 2011 | 2012 | 2013 | 2014 | 2015 | 2016 | 2017 | 2018 | 2019 |
| --------------------- | ---- | ---- | ---- | ---- | ---- | ---- | ---- | ---- | ---- | ---- | ---- | ---- | ---- | ---- | ---- | ---- | ---- |
| Giro d’ItaliaGiro     | DNF  | –    | –    | –    | –    | –    | 16   | –    | 126  | 72   | 94   | 56   | 90   | DNF  | 118  | 106  | –    |
| Tour de FranceTour    | –    | –    | –    | –    | –    | –    | –    | –    | 152  | 96   | 108  | 82   | 37   | –    | 123  | –    | 147  |
| Vuelta a EspañaVuelta | –    | –    | –    | 21   | –    | –    | –    | 154  | –    | –    | –    | –    | –    | –    | –    | –    | –    |